# Liste de composés inorganiques R
| A B C D E F G H I K L M N O P R S T U V W X Y Z |

Cette liste répertorie les éléments chimiques dont le symbole commence par une même lettre, ainsi que leurs principaux composés inorganiques.
Il peut y avoir plusieurs articles pour une même molécule, et plusieurs molécules pour une même formule. Alors :
- la formule chimique renvoie aux synonymes, isomères ou polymorphes ;
- le nom renvoie aux articles respectifs.

## Radium
| Formule chimique | Nom                 | Numéro CAS | Masse molaire | Fusion | Ébullition | Densité |
| ---------------- | ------------------- | ---------- | ------------- | ------ | ---------- | ------- |
| Ra               | radium              | 7440-14-4  |               |        |            | 5       |
| RaBr2            | bromure de radium   | 10031-23-9 |               |        |            |         |
| RaCO3            | carbonate de radium | 7116-98-5  |               |        |            |         |
| RaCl2            | chlorure de radium  | 10025-66-8 |               |        |            |         |
| RaF2             | fluorure de radium  | 20610-49-5 |               |        |            |         |
| RaI2             | iodure de radium    | 20610-52-0 |               |        |            |         |
| RaNO3            | nitrate de radium   | 10213-12-4 |               |        |            |         |
| RaO              | oxyde de radium     | 12143-02-1 |               |        |            |         |
| Ra(OH)2          | hydroxyde de radium | 98966-86-0 |               |        |            |         |
| RaSO4            | sulfate de radium   |            |               |        |            |         |

## Rubidium
| Formule chimique | Nom                                         | Numéro CAS | Masse molaire | Fusion      | Ébullition | Densité |
| ---------------- | ------------------------------------------- | ---------- | ------------- | ----------- | ---------- | ------- |
| Rb               | rubidium                                    | 7440-17-7  | 85,467 672    | 39,30 °C    | 688 °C     | 1,53    |
| RbAlCl4          | tétrachloroaluminate de rubidium            | 17992-02-8 | 254,259 366   |             |            |         |
| RbAl(SO4)2       | aluminium sulfate de rubidium               | 13530-57-9 | 304,576 624   |             |            | 3,1     |
| RbAl(SO4)2•12H2O | aluminium sulfate de rubidium dodécahydraté | 7784-29-4  | 520,760 062   | déc ≈100 °C |            | 1,9     |
| RbAlF4           | tétrafluoroaluminate de rubidium            | 14484-70-9 | 188,442 826   |             |            |         |
| RbBr             | bromure de rubidium                         | 7789-39-1  | 165,371 199   | 682 °C      | 1 340 °C   | 3,35    |
| RbBrO3           | bromate de rubidium                         | 13446-70-3 | 213,369 414   | 430 °C      |            | 3,68    |
| RbCHO2           | formiate de rubidium                        | 3495-35-0  | 130,485 158   | déc         |            |         |
| RbCN             | cyanure de rubidium                         | 19073-56-4 | 111,485 151   |             |            | 2,3     |
| RbC2H3O2         | acétate de rubidium                         | 563-67-7   | 144,511 776   | 246 °C      |            |         |
| RbC5H7O2         | acétylacétonate de rubidium                 | 66169-93-5 | 184,575 746   |             |            |         |
| RbCl             | chlorure de rubidium                        | 7791-11-9  | 120,920 210   | 715 °C      | 1 390 °C   | 2,76    |
| RbClO3           | chlorate de rubidium                        | 13446-71-4 | 168,918 425   |             |            | 3,19    |
| RbClO4           | perchlorate de rubidium                     | 13510-42-4 | 184,917 830   | 281 °C      | déc 600 °C | 2,8     |
| RbF              | fluorure de rubidium                        | 13446-74-7 | 104,466 075   | 833 °C      | 1 410 °C   | 3,2     |
| RbH              | hydrure de rubidium                         | 13446-75-8 | 86,475 612    | déc ≈170 °C |            | 2,60    |
| RbHCO3           | bicarbonate de rubidium                     | 19088-74-5 | 146,484 563   | déc 175 °C  |            |         |
| RbHF2            | bifluorure de rubidium                      | 12280-64-7 | 124,472 419   | 188 °C      |            | 3,3     |
| RbHSO4           | hydrogénosulfate de rubidium                | 15587-72-1 | 182,539 318   | 208 °C      |            | 2,9     |
| RbI              | iodure de rubidium                          | 7790-29-6  | 212,372 149   | 642 °C      | 1 300 °C   | 3,55    |
| RbIO3            | iodate de rubidium                          | 13446-76-9 | 260,370 363   | déc         |            | 4,33    |
| RbIO4            | periodate de rubidium                       | 13465-48-0 | 276,369 768   |             |            |         |
| RbNO3            | nitrate de rubidium                         | 13126-12-0 | 147,472 629   | 305 °C      |            | 3,11    |
| RbN3             | azoture de rubidium                         | 22756-36-1 | 127,487 901   | 317 °C      |            | 2,79    |
| RbOH             | hydroxyde de rubidium                       | 1310-82-3  | 102,475 017   | 382 °C      |            | 3,2     |
| RbOH•H2O         | hydroxyde de rubidium monohydraté           |            | 120,490 304   |             |            |         |
| RbOH•2H2O        | hydroxyde de rubidium dihydraté             |            | 138,505 590   |             |            |         |
| RbO2             | superoxyde de rubidium                      | 12137-25-6 | 117,466 481   | 412 °C      |            | 3,0     |
| RbO3             | ozonate de rubidium                         |            | 133,465 886   | déc         |            |         |
| Rb2CO3           | carbonate de rubidium                       | 584-09-8   | 230,944 294   | 837 °C      |            |         |
| Rb2CrO4          | chromate de rubidium                        | 13446-72-5 | 286,929 116   |             |            | 3,518   |
| Rb2O             | protoxyde de rubidium                       | 18088-11-4 | 186,934 748   | déc 400 °C  |            | 4,0     |
| Rb2O2            | dioxyde de rubidium                         | 23611-30-5 | 202,934 153   | déc         |            | 3,8     |
| Rb2O3            | trioxyde de rubidium                        |            | 218,933 558   | déc         |            |         |
| Rb2O4            | tétroxyde de rubidium                       |            | 234,932 963   | déc         |            |         |
| Rb2S             | sulfure de rubidium                         | 31083-74-6 | 203,001 429   | 425 °C      |            | 2,91    |
| Rb2SO4           | sulfate de rubidium                         | 7488-54-2  | 266,999 049   | 1 050 °C    |            | 3,6     |
| Rb2Se            | séléniure de rubidium                       | 31052-43-4 | 249,894 729   | 733 °C      |            | 3,22    |
| Rb2Te            | tellurure de rubidium                       | 12210-70-7 | 298,538 474   |             |            |         |

## Rhénium
| Formule chimique | Nom                              | Numéro CAS | Masse molaire | Fusion     | Ébullition   | Densité |
| ---------------- | -------------------------------- | ---------- | ------------- | ---------- | ------------ | ------- |
| Re               | rhénium                          | 7440-15-5  | 186,207       | 3 186 °C   | 5 596 °C     | 20,8    |
| ReBr3            | bromure de rhénium(III)          | 13569-49-8 | 425,919       |            | subl 500 °C  | 6,10    |
| ReBr4            | bromure de rhénium(IV)           | 36753-03-4 | 505,823       |            |              |         |
| ReBr5            | bromure de rhénium(V)            | 30937-53-2 | 585,727       | déc 110 °C |              |         |
| ReCl3            | chlorure de rhénium(III)         | 13569-63-6 | 292,565       | déc 500 °C |              | 4,81    |
| ReCl4            | chlorure de rhénium(IV)          | 13569-71-6 | 328,018       | déc 300 °C |              | 4,9     |
| ReCl5            | chlorure de rhénium(V)           | 13596-35-5 | 363,472       |            |              |         |
| ReCl6            | chlorure de rhénium(VI)          | 31234-26-1 | 398,923       | 29 °C      |              |         |
| ReF4             | fluorure de rhénium(IV)          | 15192-42-4 | 262,201       |            | subl >300 °C | 7,49    |
| ReF5             | fluorure de rhénium(V)           | 30937-52-1 | 281,199       | 48 °C      | 221,3 °C     |         |
| ReF6             | fluorure de rhénium(VI)          | 10049-17-9 | 300,197       | 18,5 °C    | 33,8 °C      | 4,06    |
| ReF7             | fluorure de rhénium(VII)         | 17029-21-9 | 319,196       | 48,3 °C    | 73,7 °C      | 4,32    |
| HReO4            | acide perrhénique                | 13768-11-1 | 251,213       |            |              |         |
| ReI3             | iodure de rhénium(III)           | 15622-42-1 | 566,920       | déc        |              |         |
| ReI4             | iodure de rhénium(IV)            | 59301-47-2 | 693,825       |            |              |         |
| ReOCl4           | oxytétrachlorure de rhénium(VI)  | 13814-76-1 | 344,017       | 29,3 °C    | 223 °C       |         |
| ReOF4            | oxytétrafluorure de rhénium(VI)  | 17026-29-8 | 278,200       | 108 °C     | 171,7 °C     |         |
| ReOF5            | oxypentafluorure de rhénium(VII) | 23377-53-9 | 297,198       | 43,8 °C    | 73,0 °C      |         |
| ReO2             | oxyde de rhénium(IV)             | 12036-09-8 | 218,206       | déc 900 °C |              | 11,4    |
| ReO2F2           | dioxydifluorure de rhénium(VI)   | 81155-18-2 | 256,203       | 156 °C     |              |         |
| ReO2F3           | dioxytrifluorure de rhénium(VII) | 57246-89-6 | 275,201       | 90 °C      | 185,4 °C     |         |
| ReO3             | oxyde de rhénium(VI)             | 1314-28-9  | 234,205       | déc 400 °C |              | 6,9     |
| ReO3Cl           | trioxychlorure de rhénium(VII)   | 7791-09-5  | 269,658       | 4,5 °C     | 128 °C       | 3,87    |
| ReO3F            | trioxyfluorure de rhénium(VII)   | 42246-24-2 | 253,203       | 147 °C     | 164 °C       |         |
| ReS2             | sulfure de rhénium(IV)           | 12038-63-0 | 250,339       |            |              | 7,6     |
| ReTe2            | tellurure de rhénium(IV)         | 12067-00-4 | 441,41        |            |              | 8,50    |
| Re2(CO)10        | rhénium carbonyle                | 14285-68-8 | 652,515       | déc 170 °C |              | 2,87    |
| Re2O3            | oxyde de rhénium(III)            | 12060-05-8 | 420,412       |            |              |         |
| Re2O5            | oxyde de rhénium(V)              | 12165-05-8 | 452,411       |            |              | 7       |
| Re2O7            | oxyde de rhénium(VII)            | 1314-68-7  | 484,410       | 297 °C     | 360 °C       | 6,10    |
| Re2S7            | sulfure de rhénium(VII)          | 12038-67-4 | 596,876       |            |              | 4,87    |

## Rutherfordium
| Formule chimique | Nom           | Numéro CAS | Masse molaire | Fusion | Ébullition | Densité |
| ---------------- | ------------- | ---------- | ------------- | ------ | ---------- | ------- |
| Rf               | Rutherfordium |            | 261,1087      |        |            |         |

## Roentgenium
| Formule chimique | Nom         | Numéro CAS | Masse molaire | Fusion | Ébullition | Densité |
| ---------------- | ----------- | ---------- | ------------- | ------ | ---------- | ------- |
| Rg               | Roentgenium |            | 272           |        |            |         |

## Rhodium
| Formule chimique | Nom                                    | Numéro CAS | Masse molaire | Fusion       | Ébullition | Densité |
| ---------------- | -------------------------------------- | ---------- | ------------- | ------------ | ---------- | ------- |
| Rh               | rhodium                                | 7440-16-6  |               |              |            | 12,41   |
| RhBr3            | bromure de rhodium(III)                | 15608-29-4 | 342,618       | déc 805 °C   |            |         |
| RhCl3            | chlorure de rhodium(III)               | 10049-07-7 | 209,264       | 450 °C       | 717 °C     | 5,38    |
| RhF3             | fluorure de rhodium(III)               | 60804-25-3 | 159,901       | subl 600 °C  |            | 5,4     |
| RhF4             | fluorure de rhodium(IV)                | 60617-65-4 | 178,899       | 104 °C       |            |         |
| RhF5             | fluorure de rhodium(V)                 | 41517-05-9 |               |              |            |         |
| RhF6             | fluorure de rhodium(VI)                | 13693-07-7 | 216,896       | 70 °C        |            | 3,1     |
| RhI3             | iodure de rhodium(III)                 | 15492-38-3 | 483,619       |              |            | 6,4     |
| Rh(NO3)3         | nitrate de rhodium(III)                | 13465-43-5 |               |              |            |         |
| RhO2             | oxyde de rhodium(IV)                   | 12137-27-8 | 134,904       |              |            | 7,2     |
| RhS2             | sulfure de rhodium(IV)                 | 12038-73-2 | 167,038       |              |            |         |
| RhSe2            | séléniure de rhodium(IV)               | 12038-76-5 | 260,825       |              |            |         |
| RhTe2            | tellurure de rhodium(IV)               | 12038-80-1 | 358,106       |              |            |         |
| Rh2(CO)4Cl2      | dichlorure de dirhodium tétracarbonyle | 14523-22-9 | 388,757       | 121 °C       |            |         |
| Rh2(CO)8         | dirhodium octacarbonyle                | 29658-60-4 |               | déc 25 °C    |            |         |
| Rh2O3            | oxyde de rhodium(III)                  | 12036-35-0 | 253,809       | déc 1 100 °C |            | 8,2     |
| Rh2(SO4)3        | sulfate de rhodium(III)                | 10489-46-0 |               |              |            |         |
| Rh2S3            | sulfure de rhodium(III)                | 12067-06-0 | 302,009       |              |            |         |
| Rh2S7            | sulfure de rhodium(VII)                | 12038-67-4 |               |              |            |         |
| Rh4(CO)12        | tétrarhodium dodécacarbonyle           | 19584-30-6 | 747,743       |              |            | 2,52    |
| Rh6(CO)16        | hexarhodium hexadécacarbonyle          | 28407-51-4 | 1 065,595     | 242 °C       |            |         |

## Radon
| Formule chimique | Nom               | Numéro CAS | Masse molaire | Fusion | Ébullition | Densité (g/cm3) |
| ---------------- | ----------------- | ---------- | ------------- | ------ | ---------- | --------------- |
| Rn               | radon             | 10043-92-2 |               |        |            |                 |
|                  | fluorure de radon |            |               |        |            |                 |

## Ruthénium
| Formule chimique | Nom                                           | Numéro CAS | Masse molaire | Fusion        | Ébullition | Densité |
| ---------------- | --------------------------------------------- | ---------- | ------------- | ------------- | ---------- | ------- |
| Ru               | ruthénium                                     | 7440-18-8  | 101,07        | 2334 °C       | 4150 °C    | 12,1    |
| RuBr2            | bromure de ruthénium(II)                      | 59201-36-4 |               |               |            |         |
| RuBr3            | bromure de ruthénium(III)                     | 14014-88-1 | 340,782       | déc 500 °C    |            | 5,3     |
| Ru(CO)5          | pentacarbonyle de ruthénium                   | 16406-48-7 | 241,12        | −22 °C        |            |         |
| Ru(C5H5)2        | ruthénocène                                   | 1287-13-4  | 231,256       | 194 à 198 °C  |            |         |
| RuC15H21O3       | acétylacétonate de ruthénium(III)             | 22594-69-0 |               |               |            |         |
| Ru(C5(CH3)5)2    | bis(pentaméthylcyclopentadiényl)ruthénium(II) | 84821-53-4 |               |               |            |         |
| RuCl2            | chlorure de ruthénium(II)                     | 13465-51-5 | 171,975       |               |            |         |
| RuCl3            | chlorure de ruthénium(III)                    | 10049-08-8 | 207,428       | déc >500 °C   |            | 3,1     |
| RuF3             | fluorure de ruthénium(III)                    | 51621-05-7 | 158,065       | déc >650 °C   |            | 5,36    |
| RuF4             | fluorure de ruthénium(IV)                     | 71500-16-8 | 177,064       |               |            |         |
| RuF5             | fluorure de ruthénium(V)                      | 14521-18-7 |               |               |            |         |
| RuF6             | fluorure de ruthénium(VI)                     | 13693-08-8 | 215,06        | 54 °C         |            | 3,54    |
| RuI2             | iodure de ruthénium(II)                       | 59201-41-1 | 354,879       |               |            |         |
| RuI3             | iodure de ruthénium(III)                      | 13896-65-6 | 481,783       |               |            | 6       |
| RuO2             | dioxyde de ruthénium                          | 12036-10-1 | 133,07        | subl 1 200 °C | déc        | 6,97    |
| RuO4             | oxyde de ruthénium(VI)                        |            | 165,068       | 25,4 °C       | 130 °C     | 3,29    |
| RuS2             | sulfure de ruthénium(IV)                      | 12166-20-0 | 165,202       |               |            |         |
| RuSe2            | séléniure de ruthénium(IV)                    | 12166-21-1 | 258,99        |               |            |         |
| RuTe2            | tellurure de ruthénium(IV)                    | 12166-21-1 | 356,27        |               |            |         |
| Ru2(CO)9         | nonacarbonyle de diruthénium                  | 63128-11-0 | 454,231       | déc <25 °C    |            |         |
| Ru3(CO)12        | dodécacarbonyle de triruthénium               | 15243-33-1 | 639,331       | 155 °C        | déc 231 °C |         |